# Лясота, Аскольд Константинович
Аско́льд (Алекса́ндр) Константи́нович Лясо́та (12 апреля 1931, Иркутск — 30 октября 2001, Москва) — советский боксёр второй средней и полутяжёлой весовых категорий, выступал за сборную СССР во второй половине 1950-х годов. Трёхкратный чемпион национального первенства, шестикратный чемпион РСФСР. Мастер спорта СССР (1956). Заслуженный мастер спорта. Также известен как тренер, актёр и журналист. Награждён медалью «За доблестный труд».

## Биография
Родился 12 апреля 1931 года в Иркутске.
Активно заниматься боксом начал в спортивной секции местного Дворца пионеров под руководством тренера В. Хардина, в возрасте семнадцати лет присоединился к добровольному спортивному обществу «Трудовые резервы», где продолжал боксировать у братьев-тренеров А. Г. Степанова и Г. Г. Степанова.
В 1954 году окончил Московский государственный институт физической культуры. Позже переехал в Тушино, также выступал за «Трудовые резервы».
Первого серьёзного успеха на ринге добился в 1956 году, когда во втором среднем весе выиграл серебряную медаль I летней Спартакиады народов СССР, уступив лишь олимпийскому чемпиону из Ленинграда Геннадию Шаткову. Его манеру ведения боя отличали большая психологическая уверенность, атакующий стиль и сильный удар левой. Год спустя Лясота попал во взрослую сборную страны и стал чемпионом национального первенства, ещё через год повторил это достижение, но уже в полутяжёлой весовой категории. В 1960 году в третий раз одержал победу на чемпионате Советского Союза, после чего принял решение завершить карьеру. В 1966 году за выдающиеся успехи в боксе удостоен почётного звания «Заслуженный мастер спорта».
После окончания спортивной карьеры Аскольд Лясота работал тренером, был преподавателем кафедры физвоспитания Воронежского государственного медицинского института, некоторое время тренировал бойцов в сборной РСФСР. За подготовку нескольких талантливых боксёров получил звание «Заслуженный тренер СССР».
Несколько раз снимался в кино как артист, в частности, сыграл эпизодические роли в таких известных фильмах как «Это случилось в милиции» (1963), «Лебедев против Лебедева» (1966), «Мёртвый сезон» (1968), «Легенда о Тиле» (1976) и «Сибириада» (1978). Также занимался журналистской деятельностью, состоял в Союзе журналистов СССР, автор книги «Три золотых года» (1974). Начиная с 1994 года находился на пенсии.
Умер 30 октября 2001 года в Москве, похоронен на Красногорском кладбище (2 уч.).